# Dundee Football Club
Ne doit pas être confondu avec Dundee United Football Club ou Dundee Wanderers Football Club.
Maillots
Actualités
Dernière mise à jour : 17 août 2025.
Le Dundee Football Club, fondé en 1893, est un club écossais de football qui joue au stade Dens Park à Dundee. Il est surnommé The Dee ou The Dark Blues.
Le club évolue en First Division (deuxième division) de 2005 à 2012.
Il remonte en Premier League pour la saison 2012-2013, grâce à la liquidation des Rangers. Dundee ayant terminé deuxième de First Division, et Dunfermline ayant été relégué la saison passée (2011-2012), les deux clubs étaient en balance pour la montée en Scottish Premier League.
A l'issue de la saison 2021-2022, Dundee FC est relégué en deuxième division, mais la saison 2022-23, il remporte le Scottish Championship, et est donc promu en Premiership.

## Repères historiques
- 1893 : fondation du club par fusion de Our Boys et de East End
- 1893 : 1re participation au championnat de 1re division (saison 1893/94)
- 1910 : vainqueur de la Coupe d’Écosse.
- 1962 : champion d’Écosse et 1re participation à une Coupe d'Europe (C1, saison 1962/63), soldé par une place en demi-finale

## Identité du club

### Logos

Logo de 1987 à 2008.
Logo depuis 2008.

## Palmarès
- Championnat d'Écosse :  (1)
  - Champion : 1962

- Championnat d'Écosse de deuxième division : (4)
  - Champion :  1947, 1979, 1992 et 2023

- Coupe d'Écosse :  (1)
  - Vainqueur : 1910

- Coupe de la Ligue d'Écosse : (3)
  - Vainqueur : 1952, 1953, 1974

- Scottish Challenge Cup : (2)
  - Vainqueur : 1991, 2010

- East of Scotland League : (3)
  - Vainqueur : 1901, 1903, 1907

- Southern League (Division B) : (1)
  - Champion : 1945-46

- Evening Telegraph Challenge Cup : (1)
  - Vainqueur : 2006

- Tennents' Sixes : (1)
  - Vainqueur : 1988
  - Finaliste : 1984

## Joueurs et personnalités du club

### Entraîneurs
- 1937-1940 :  Andy Cunningham
- 1954-1959 :  Willie Thornton
- 1980-1984 :  Don Mackay
- 2005-2006 :  Alan Kernaghan
- 2013-2014 :  John Brown
- fév. 2014-avr. 2017 :  Paul Hartley
- avr. 2017-oct. 2018 :  Neil McCann
- oct. 2018-2019 :  Jim McIntyre
- 2019-fév. 2022 :  James McPake
- depuis fév. 2022 :  Mark McGhee

### Joueurs emblématiques
Dundee FC a inauguré son Hall of Fame en 2009. Sont répertoriés sur le site officiel en tant que membres:
- Dariusz Adamczuk
- Thomson Allan
- George Anderson (en)
- Alfie Boyd (en)
- Bill Brown
- Claudio Caniggia
- Alan Cousin (en)
- Jack Cowan (en)
- Doug Cowie
- Bobby Cox (en)
- Tommy Coyne
- Ally Donaldson (en)
- Rab Douglas
- Jim Duffy (en)
- John Duncan (en)
- Bobby Flavell (en)
- Cammy Fraser (en)
- Tommy Gallacher (en)
- Bobby Geddes (en)
- Alan Gilzean
- Bobby Glennie (en)
- James Grady
- Alex Hamilton
- John « Sailor » Hunter
- Bert Juliussen (en)
- Pat Liney (en)
- William Longair (en)
- Sandy MacFarlane (en)
- Neil McCann
- Tosh McKinlay
- Georgi Nemsadze
- Andy Penman (en)
- Billy Pirie (en)
- Gavin Rae
- Hugh Robertson (en)
- Jocky Scott (en)
- Bobby Seith (en)
- Bob Shankly (en)
- Eric Sinclair (en)
- Barry Smith (en)
- Gordon Smith
- Julián Speroni
- Billy Steel
- George Stewart (en)
- Alex Stuart (en)
- David Thomson (en)
- Jimmy Toner (en)
- Alec Troup (en)
- Ian Ure
- Gordon Wallace (en)
- Morten Wieghorst
- Bobby Wilson (en)
- Bobby Wishart (en)
- Keith Wright (en)